# Ptochophyle amoenaria
Ptochophyle amoenaria là một loài bướm đêm trong họ Geometridae.